# Reichstagswahlkreis Regierungsbezirk Königsberg 2

Die Wahlkreisaufteilung des Deutschen Reichs.

Der Reichstagswahlkreis Provinz Ostpreußen – Regierungsbezirk Königsberg 2 (Wahlkreis 2; Wahlkreis Labiau-Wehlau) war ein Wahlkreis für die Reichstagswahlen im Deutschen Reich und im Norddeutschen Bund von 1867 bis 1918.

## Wahlkreiszuschnitt
Der Wahlkreis umfasste den Landkreis Labiau ohne die Gutsbezirke Julienhöhe und Willmanns sowie den Kreis Wehlau.
| Jahr | Einwohner |
| ---- | --------- |
| 1890 | 101.776   |
| 1895 | 101.522   |
| 1900 | 97.413    |
| 1905 | 97.969    |
| 1910 | 98.157    |

|      | Landwirtschaft | Industrie und Gewerbe | Handel und Dienstleistungen |
| ---- | -------------- | --------------------- | --------------------------- |
| 1895 | 73,0           | 15,7                  | 11,3                        |
| 1907 | 71,9           | 17,1                  | 11,1                        |

|      | Evangelisch | Katholisch |
| ---- | ----------- | ---------- |
| 1890 | 98,9        | 0,4        |
| 1905 | 98,5        | 0,7        |
| 1910 | 97,9        | 1,4        |

## Abgeordnete
| Wahl                         | Abgeordneter                 | Partei                       | Bild |
| ---------------------------- | ---------------------------- | ---------------------------- | ---- |
| Reichstagswahl Februar 1867  | Friedrich Karl von Preußen   | Konservativ, Fraktionslos    |      |
| Reichstagswahl August 1867   | Franz August Eichmann        | Konservativ                  |      |
| Reichstagswahl 1871 bis 1878 | Friedrich Fernow             | NLP                          | 0    |
| Reichstagswahl 1878 bis 1879 | Hermann von Knobloch         | Deutschkonservativ           | 0    |
| Ersatzwahl 1879 bis 1881     | Gustav von Heyer             | Deutschkonservativ           | 0    |
| Reichstagswahl 1881 bis 1884 | Kurt von Saucken-Tarputschen | Deutsche Fortschrittspartei  | 0    |
| Reichstagswahl 1884 bis 1898 | Werner von Gustedt-Lablacken | Deutschkonservativ           | 0    |
| Reichstagswahl 1898 bis 1907 | Ludwig von Massow-Parnehnen  | Deutschkonservativ           |      |
| Reichstagswahl 1907 bis 1910 | Leberecht Arendt             | Deutschkonservativ           | 0    |
| Ergänzungswahl 1910 bis 1912 | Richard Wagner               | Fortschrittliche Volkspartei | 0    |
| Reichstagswahl 1912 bis 1914 | Ludwig von Massow-Parnehnen  | Deutschkonservativ           |      |
| Ergänzungswahl 1914 bis 1918 | Richard Wagner               | Fortschrittliche Volkspartei | 0    |

## Wahlen

### 1867 (Februar)
Es fand nur ein Wahlgang statt. Die Zahl der gültigen Stimmen betrug 14.704.
| Kandidat                   | Partei      | Stimmen | in % | Anmerkungen |
| -------------------------- | ----------- | ------- | ---- | ----------- |
| Friedrich Karl von Preußen | Konservativ | 11.367  | 0    | 0           |

### 1867 (August)
Es fand nur ein Wahlgang statt. Die Zahl der gültigen Stimmen betrug 9941.
| Kandidat              | Partei      | Stimmen | in % | Anmerkungen |
| --------------------- | ----------- | ------- | ---- | ----------- |
| Franz August Eichmann | Konservativ | 6699    | 0    | 0           |

### 1871
Es fand ein Wahlgang statt. 19.004 Männer waren wahlberechtigt. Die Zahl der abgegebenen Stimmen betrug 9448, 846 Stimmen waren ungültig. Die Wahlbeteiligung betrug 54,2 %.
| Kandidat         | Partei      | Stimmen | in % | Anmerkungen |
| ---------------- | ----------- | ------- | ---- | ----------- |
| von Waldaw       | Konservativ | 3753    | 0    | 0           |
| Friedrich Fernow | NLP         | 5562    | 0    | 0           |
| Sonstige         | 0           | 33      | 0    | 0           |

### 1874
Es fand ein Wahlgang statt. 18.349 Männer waren wahlberechtigt. Die Zahl der abgegebenen Stimmen betrug 5758. Die Wahlbeteiligung betrug 31,4 %.
| Kandidat                   | Partei      | Stimmen | in % | Anmerkungen    |
| -------------------------- | ----------- | ------- | ---- | -------------- |
| Lorenz                     | Konservativ | 170     | 0    | Gutspächter    |
| Kurschat                   | Konservativ | 147     | 0    | Professor      |
| Friedrich Karl von Preußen | Konservativ | 124     | 0    | Gutspächter    |
| Gustav von Heyer           | Konservativ | 92      | 0    | Dr. Landrat    |
| Friedrich Fernow           | NLP         | 4789    | 0    | 0              |
| Hasenclever                | SPD (Lass.) | 244     | 0    | Schriftsteller |
| Sonstige                   | 0           | 182     | 0    | 0              |

### 1877
Es fanden zwei Wahlgänge statt. 18.499 Männer waren wahlberechtigt. Die Zahl der abgegebenen Stimmen betrug im ersten Wahlgang 8663, 40 Stimmen waren ungültig. Die Wahlbeteiligung betrug 47 %.
| Kandidat           | Partei      | Stimmen | in % | Anmerkungen |
| ------------------ | ----------- | ------- | ---- | ----------- |
| Graf von Schlieben | Konservativ | 2652    | 0    | 0           |
| Friedrich Fernow   | NLP         | 3984    | 0    | 0           |
| Rössler-Mühlfeld   | F           | 1338    | 0    | 0           |
| Hasenclever        | SPD         | 613     | 0    | 0           |
| Sonstige           | 0           | 76      | 0    | 0           |

In der Stichwahl betrug die Zahl der abgegebenen Stimmen 9574, 48 Stimmen waren ungültig. Die Wahlbeteiligung betrug 52 %.
| Kandidat           | Partei      | Stimmen | in % | Anmerkungen |
| ------------------ | ----------- | ------- | ---- | ----------- |
| Graf von Schlieben | Konservativ | 4060    | 0    | 0           |
| Friedrich Fernow   | NLP         | 5514    | 0    | 0           |

### 1878
Es fand ein Wahlgang statt. 19.062 Männer waren wahlberechtigt. Die Zahl der abgegebenen Stimmen betrug 10.656, 26 Stimmen waren ungültig. Die Wahlbeteiligung betrug 56 %.
| Kandidat             | Partei      | Stimmen | in % | Anmerkungen |
| -------------------- | ----------- | ------- | ---- | ----------- |
| Hermann von Knobloch | Konservativ | 6673    | 0    | 0           |
| Friedrich Fernow     | NLP         | 3893    | 0    | 0           |
| Hasenclever          | SPD         | 45      | 0    | 0           |
| Sonstige             | 0           | 45      | 0    | 0           |

### Ersatzwahl 1879
Nachdem von Knobloch am 24. April 1879 das Mandat niedergelegt hatte, war eine Ersatzwahl am 3. Juli 1879 notwendig. Es fand nur ein Wahlgang statt. Die Zahl der abgegebenen Stimmen betrug 6301, 3 Stimmen waren ungültig. Die Wahlbeteiligung betrug 34,2 %.
| Kandidat         | Partei      | Stimmen | in % | Anmerkungen |
| ---------------- | ----------- | ------- | ---- | ----------- |
| Gustav von Heyer | Konservativ | 3434    | 0    | 0           |
| Friedrich Fernow | NLP         | 3029    | 0    | 0           |
| Sonstige         | 0           | 38      | 0    | 0           |

### 1881
Es fand ein Wahlgang statt. 19.387 Männer waren wahlberechtigt. Die Zahl der abgegebenen Stimmen betrug 11.091, 13 Stimmen waren ungültig. Die Wahlbeteiligung betrug 57,3 %.
| Kandidat                     | Partei      | Stimmen | in % | Anmerkungen                |
| ---------------------------- | ----------- | ------- | ---- | -------------------------- |
| Gustav von Heyer             | Konservativ | 4968    | 0    | Dr. Geheimer Regierungsrat |
| Kurt von Saucken-Tarputschen | DFP         | 6117    | 0    | 0                          |
| Sonstige                     | 0           | 6       | 0    | 0                          |

### 1884
Es fand nur ein Wahlgang statt. Die Zahl der Wahlberechtigten betrug 19.571 und die Zahl der abgegebenen Stimmen 11.314 von denen 33 ungültig waren. Die Wahlbeteiligung betrug 58,0 %.
| Kandidat                     | Partei      | Stimmen | in % | Anmerkungen |
| ---------------------------- | ----------- | ------- | ---- | ----------- |
| Werner von Gustedt-Lablacken | Konservativ | 7166    | 0    | 0           |
|                              | DFP         | 4140    | 0    | 0           |
| Sonstige                     | 0           | 8       | 0    | 0           |

### 1887
Es fand nur ein Wahlgang statt. Die Zahl der Wahlberechtigten betrug 19.823 und die Zahl der abgegebenen Stimmen 12.957 von denen 23 ungültig waren. Die Wahlbeteiligung betrug 65,5 %.
| Kandidat                     | Partei      | Stimmen | in % | Anmerkungen |
| ---------------------------- | ----------- | ------- | ---- | ----------- |
| Werner von Gustedt-Lablacken | Konservativ | 10.295  | 0    | 0           |
|                              | DFP         | 2643    | 0    | 0           |
| Sonstige                     | 0           | 19      | 0    | 0           |

### 1890
Die Kartellparteien einigten sich auf den Kandidaten der Konservativen. Es fand nur ein Wahlgang statt. Die Zahl der Wahlberechtigten betrug 20.106 und die Zahl der abgegebenen Stimmen 12.038 von denen 55 ungültig waren. Die Wahlbeteiligung betrug 59,9  %.
| Kandidat                     | Partei      | Stimmen | in % | Anmerkungen |
| ---------------------------- | ----------- | ------- | ---- | ----------- |
| Werner von Gustedt-Lablacken | Konservativ | 6578    | 54,9 | 0           |
| Heinrich Rickert             | DFP         | 4772    | 39,8 | 0           |
| Carl Schultze                | SPD         | 618     | 5,2  | 0           |
| Sonstige                     | 0           | 15      | 0,1  | 0           |

### 1893
Es fand nur ein Wahlgang statt. Die Zahl der Wahlberechtigten betrug 19.824 und die Zahl der abgegebenen Stimmen 11.975 von denen 75 ungültig waren. Die Wahlbeteiligung betrug 60,4  %.
| Kandidat                     | Partei      | Stimmen | in % | Anmerkungen        |
| ---------------------------- | ----------- | ------- | ---- | ------------------ |
| Werner von Gustedt-Lablacken | Konservativ | 7186    | 60,4 | 0                  |
| Rother                       | FVP         | 3281    | 27,6 | Amtsrichter, Stuhm |
| Carl Schultze                | SPD         | 1392    | 11,7 | 0                  |
| Sonstige                     | 0           | 41      | 0,3  | 0                  |

### 1898
Konservative und BdL einigten sich auf den Kandidaten der Konservativen. Es fanden zwei Wahlgänge statt. Die Zahl der Wahlberechtigten betrug 19.729 und die Zahl der abgegebenen Stimmen im ersten Wahlgang 12.259 von denen 88 ungültig waren. Die Wahlbeteiligung betrug 62,1  %.
| Kandidat                    | Partei                | Stimmen | in % | Anmerkungen                |
| --------------------------- | --------------------- | ------- | ---- | -------------------------- |
| Ludwig von Massow-Parnehnen | Konservativ           | 5994    | 49,3 | 0                          |
| Jußka                       | Litauer               | 96      | 0,8  | Besitzer in Neu Weynothen  |
| Fleiß                       | Unabhängiger Bewerber | 1782    | 14,6 | Gutsbesitzer in Schelecken |
| Hugo Haase                  | SPD                   | 4212    | 34,6 | 0                          |
| Sonstige                    | 0                     | 13      | 0,1  | 0                          |

Die Zahl der abgegebenen Stimmen in der Stichwahl betrug 13.725 von denen 65 ungültig waren. Die Wahlbeteiligung betrug 69,6  %.
| Kandidat                    | Partei      | Stimmen | in % | Anmerkungen |
| --------------------------- | ----------- | ------- | ---- | ----------- |
| Ludwig von Massow-Parnehnen | Konservativ | 7890    | 57,8 | 0           |
| Hugo Haase                  | SPD         | 5770    | 42,2 | 0           |

### 1903
Der BdL unterstützte der konservativen Kandidaten „nur lau“, da dieser „die agrarischen Interessen nicht so kräftig wie erwartet vertreten“ habe. Es fand nur ein Wahlgang statt. Die Zahl der Wahlberechtigten betrug 20.074 und die Zahl der abgegebenen Stimmen 14.278 von denen 51 ungültig waren. Die Wahlbeteiligung betrug 71,1  %.
| Kandidat                    | Partei      | Stimmen | in % | Anmerkungen                                                                                             |
| --------------------------- | ----------- | ------- | ---- | --- |
| Ludwig von Massow-Parnehnen | Konservativ | 7127    | 50,1 | 0 |
| Rother                      | FVP         | 2021    | 14,2 | 0 |
| Hermann Linde               | SPD         | 5066    | 35,6 | Hermann Linde (1861–1930), Stadtverordneter in Königsberg und Vorstandsmitglied des SP-Bezirksvorstands |
| Sonstige                    | 0           | 13      | 0,1  | 0 |

### 1907
NLP und Freisinn einigten sich auf den Kandidaten der FVP. Es fand nur ein Wahlgang statt. Die Zahl der Wahlberechtigten betrug 19.817 und die Zahl der abgegebenen Stimmen 16.589 von denen 64 ungültig waren. Die Wahlbeteiligung betrug 83,7  %.
| Kandidat         | Partei      | Stimmen | in % | Anmerkungen             |
| ---------------- | ----------- | ------- | ---- | ----------------------- |
| Leberecht Arendt | Konservativ | 11.575  | 70,0 | 0                       |
| Neßlinger        | FVP         | 1760    | 10,7 | Justizrat in Königsberg |
| Hermann Linde    | SPD         | 3179    | 19,2 | 0                       |
| Sonstige         | 0           | 11      | 0,1  | 0                       |

### Ersatzwahl 1910
Nach dem Tod von Arendt kam es zu einer Ersatzwahl. Der BdL unterstützte den konservativen Kandidaten, die NLP den des Freisinns. Bei der Ersatzwahl am 2. Dezember 1910 fanden zwei Wahlgänge statt. Die Zahl der abgegebenen Stimmen im ersten Wahlgang betrug 16.498 von denen 55 ungültig waren. Die Wahlbeteiligung betrug 83,3 %.
| Kandidat       | Partei                       | Stimmen | in % | Anmerkungen                     |
| -------------- | ---------------------------- | ------- | ---- | ------------------------------- |
| Richard Wagner | Fortschrittliche Volkspartei | 5517    | 33,6 | 0                               |
| Max Burchard   | Konservativ                  | 7217    | 43,9 | Rittergutsbesitzer, Austinehlen |
| Hermann Linde  | SPD                          | 3708    | 22,5 | 0                               |
| Sonstige       | 0                            | 1       | 0,0  | 0                               |

In der Stichwahl rief die SPD zur Wahl des freisinnigen Kandidaten auf. Die Zahl der abgegebenen Stimmen in der Stichwahl betrug 17.035 von denen 26 ungültig waren. Die Wahlbeteiligung betrug 86,6  %.
| Kandidat       | Partei                       | Stimmen | in % | Anmerkungen |
| -------------- | ---------------------------- | ------- | ---- | ----------- |
| Richard Wagner | Fortschrittliche Volkspartei | 9825    | 57,8 | 0           |
| Max Burchard   | Konservativ                  | 7184    | 42,2 | 0           |

### 1912
Entsprechend dem provinzweiten Abkommen der NLP und der FoVP unterstützte die NLP den freisinnigen Kandidaten. Es fanden zwei Wahlgänge statt. Die Zahl der Wahlberechtigte betrug 20.158, die Zahl der abgegebenen Stimmen im ersten Wahlgang betrug 17.257 von denen 41 ungültig waren. Die Wahlbeteiligung betrug 85,6 %.
| Kandidat                    | Partei                       | Stimmen | in % | Anmerkungen |
| --------------------------- | ---------------------------- | ------- | ---- | ----------- |
| Richard Wagner              | Fortschrittliche Volkspartei | 5853    | 34,0 | 0           |
| Ludwig von Massow-Parnehnen | Konservativ                  | 8397    | 48,8 | 0           |
| Hermann Linde               | SPD                          | 2962    | 17,2 | 0           |
| Sonstige                    | 0                            | 1       | 0,0  | 0           |

In der Stichwahl rief die SPD zur Wahl des freisinnigen Kandidaten auf. Die Zahl der abgegebenen Stimmen in der Stichwahl betrug 17.822 von denen 24 ungültig waren. Die Wahlbeteiligung betrug 88,4 %.
| Kandidat                    | Partei                       | Stimmen | in % | Anmerkungen |
| --------------------------- | ---------------------------- | ------- | ---- | ----------- |
| Richard Wagner              | Fortschrittliche Volkspartei | 8694    | 48,8 | 0           |
| Ludwig von Massow-Parnehnen | Konservativ                  | 9104    | 51,2 | 0           |

### 1914
Nach dem Tod von Massow kam es am 16. Juli 1914 zu einer Ersatzwahl. Wie bei der letzten Wahl unterstützte der BdL den konservativen und die NLP den freisinnigen Kandidaten. Es fanden zwei Wahlgänge statt.
| Kandidat       | Partei                       | Stimmen | in % | Anmerkungen             |
| -------------- | ---------------------------- | ------- | ---- | ----------------------- |
| Richard Wagner | Fortschrittliche Volkspartei | 6131    | 39,4 | 0                       |
| Hugo Schrewe   | Konservativ                  | 7252    | 46,6 | Domänepächter, Kleinhof |
| Hermann Linde  | SPD                          | 2186    | 14,0 | 0                       |

In der Stichwahl rief die SPD zur Wahl des freisinnigen Kandidaten auf. Die Zahl der abgegebenen Stimmen in der Stichwahl betrug 17.822 von denen 24 ungültig waren. Die Wahlbeteiligung betrug 88,4 %.
| Kandidat       | Partei                       | Stimmen | in % | Anmerkungen |
| -------------- | ---------------------------- | ------- | ---- | ----------- |
| Richard Wagner | Fortschrittliche Volkspartei | 9078    | 54,1 | 0           |
| Hugo Schrewe   | Konservativ                  | 7693    | 45,9 | 0           |